# Witkruinvorkstaart
De witkruinvorkstaart (Enicurus leschenaulti) is een zangvogel uit de familie van de vliegenvangers die voorkomt van India tot in Zuidoost-Azië en de Grote Soenda-eilanden. Net als de andere soorten uit het geslacht van de vorkstaarten is het een vogel die voorkomt langs beekjes in regenwoud.

## Kenmerken
De witkruinvorkstaart is 25 tot 28 cm lang (inclusief staart). De staart is diep gevorkt, zwart gekleurd en met horizontale witte strepen. Dit witkruinvorkstaart verschilt van de zwartrugvorkstaart door zijn formaat (iets groter), zwarte borst en het witte "petje". Dit witte petje ontbreekt overigens bij onvolwassen vogels. Op Borneo komt boven de 1500 m boven de zeespiegel een ondersoort voor met een nog langere staart dat die ook wel als aparte soort (E. borneensis) beschouwd wordt.

## Verspreiding en leefgebied
De witkruinvorkstaart komt voor in Noordoost India, Bangladesh, Bhutan, China, Myanmar, Laos, Thailand, Vietnam, schiereiland Malakka, Sumatra, Borneo en Java. Het is een vogel van snelstromende beekjes en watertjes met rotsen en veel begroeiing in laagland, midden- en hooggebergte.
De soort telt vijf ondersoorten:
- E. l. indicus: van noordoostelijk India en Myanmar tot zuidelijk China, Indochina en Thailand.
- E. l. sinensis: centraal en oostelijk China en Hainan.
- E. l. frontalis: centraal en zuidelijk Malakka, Sumatra en de laaglanden van Borneo.
- E. l. chaseni: Batu.
- E. l. leschenaulti: Java en Bali.

## Status
De witkruinvorkstaart heeft een enorm groot verspreidingsgebied en daardoor alleen al is de kans op uitsterven uiterst gering. De grootte van de populatie is niet gekwantificeerd. In geschikt habitat is het een overwegend algemene vogel, maar op Borneo en Sumatra is de vogel plaatselijk schaars. Er is geen aanleiding te veronderstellen dat de soort in aantal achteruit gaat. Om deze redenen staat deze vorkstaart als niet bedreigd op de Rode Lijst van de IUCN.

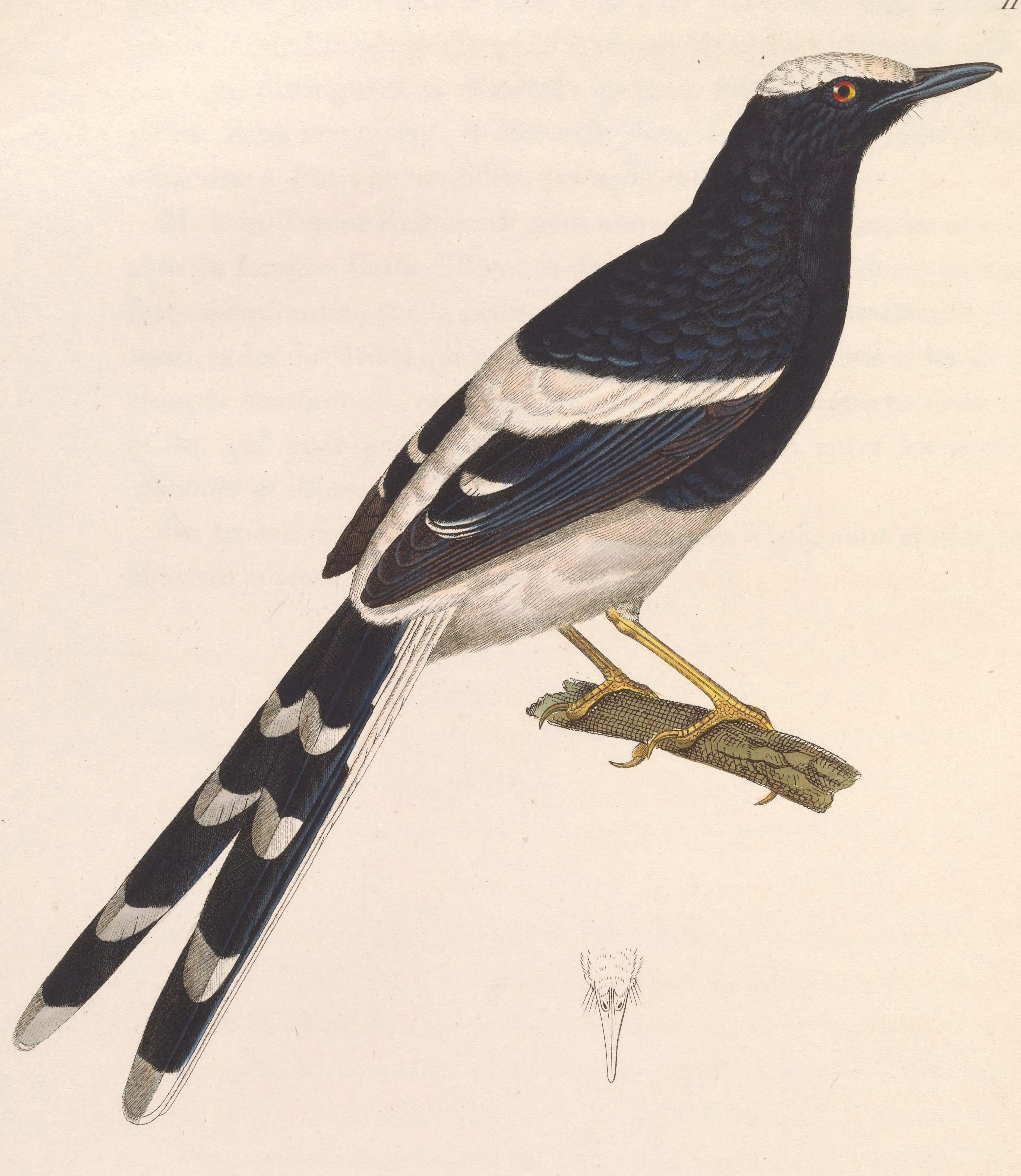
Franse afbeelding uit 1838

## Trivia
Het embleem van de Oriental Bird Club is een gestileerde witkruinvorkstaart en hun wetenschappelijk tijdschrift heet Forktail (vorkstaart).